# Sassocorvaro Auditore
Sassocorvaro Auditore (Scorbèra e L'Auditór in dialetto gallo-piceno) è un comune italiano di 4 913 abitanti della provincia di Pesaro e Urbino nelle Marche ma in parte appartenente al territorio della Romagna storica. Fa parte della regione storico-geografica del Montefeltro.
È un comune sparso, istituito il 1º gennaio 2019 dalla fusione dei comuni di Auditore e di Sassocorvaro.

## Storia

### Simboli
Lo stemma e il gonfalone sono stati concessi con decreto del presidente della Repubblica del 9 dicembre 2021.
Il gonfalone è un drappo di azzurro.

## Società

### Evoluzione demografica
Abitanti censiti

### Etnie e minoranze straniere
Secondo i dati ISTAT al 1º gennaio 2023 la popolazione straniera residente era di 492 persone e rappresentava il 10,1% della popolazione residente. Invece le comunità straniere più numerose sono:
1. Marocco, 187 (38,01%)
2. Albania, 43 (8,74%)
3. Romania, 38 (7,72%)
4. Senegal, 35 (7,11%)
5. Nigeria, 31 (6,30%)
6. Moldavia, 13 (2,64%)
7. Ucraina, 12 (2,44%)

### Religione
La fede cristiano cattolica è maggioritaria nel comune ma vi sono anche altre confessioni religiose (come quelle islamiche e cristiano ortodosse), legate soprattutto alle minoranze stabilitesi nel territorio negli ultimi decenni.
In merito alla Chiesa cattolica, il territorio comunale è suddiviso fra tre diocesi, una gran parte ricade sotto l'arcidiocesi di Urbino-Urbania-Sant'Angelo in Vado, mentre altre porzioni fanno parte delle diocesi di San Marino-Montefeltro e di Rimini.

## Geografia antropica
Il comune di Sassocorvaro Auditore comprende i centri abitati di Auditore, Sassocorvaro (sede comunale) e le località di Bronzo, Ca' Guido, Ca' Angelino, Caprazzino, Case Nuove Provinciali, Casinina, Castelnuovo, Celletta di Valle Avellana, Fontanelle, Mercatale, Molino Fulvi, Piagnano, Pian d'Alberi, San Donato in Taviglione, San Giovanni, San Leo Nuovo.

## Amministrazione

Bandiera

| Periodo         | Periodo        | Primo cittadino    | Partito               | Carica                  | Note   |
| --------------- | -------------- | ------------------ | --------------------- | ----------------------- | ------ |
| 1º gennaio 2019 | 27 maggio 2019 | Donatella Corvatta | —                     | Commissaria prefettizia | [ 11 ] |
| 27 maggio 2019  | 10 giugno 2024 | Daniele Grossi     | Uniti verso il futuro | Sindaco                 | [ 11 ] |
| 10 giugno 2024  | in carica      | Daniele Grossi     | Uniti verso il futuro | Sindaco                 | [ 11 ] |

## Sport

### Calcio
Sono tre le realtà calcistiche presenti nel comune, tutte disputanti il campionato di Seconda Categoria: l'Avis Sassocorvaro, il Casinina Calcio e la Vigor San Sisto.